# Mende kikakui írás

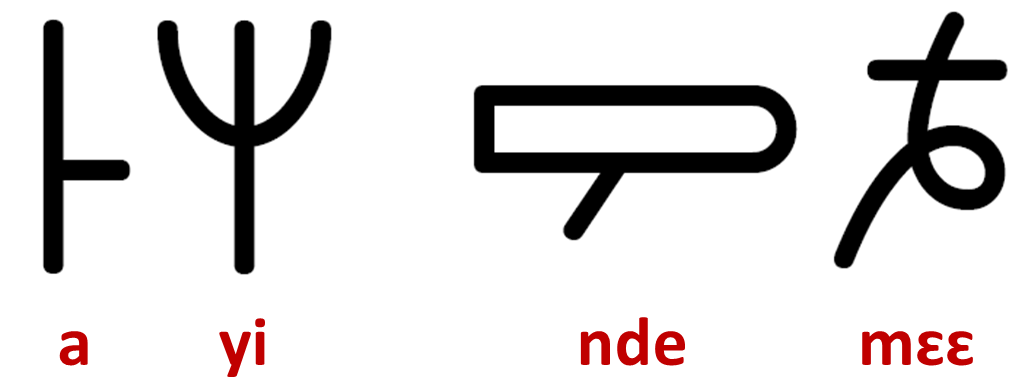
"Mɛɛnde yia" Mende kikakui írással (jobbról balra olvasandó)

A mende kikakui írás egy szótagírás, amelyet a Sierra Leone-i mende nyelv írására használnak.

## Történelem
Az írást Mohamed Turay (1850 körül-1923) iszlám tudós találta ki egy Maka nevű városban (Barri törzsfőnökség, Sierra Leone déli része) 1917 körül. Írásrendszerét, az első három mássalhangzó után "kikakui"-nak nevezett abugida írásrendszert az arab abdzsad, a vai szótagírás, valamint bizonyos őshonos mende jelek ihlették. Eredetileg körülbelül 42 karakterből állt.
Turay egyik Korán-tanítványa, unokaöccse és veje, Kisimi Kamara (egy kurankó származású fiatalember), valamint saját testvérei segítségével továbbfejlesztette az írást, és több mint 150 további szótagjelet adott hozzá. Kamara népszerűsítette az írást, sokat utazott a mende nép területein, és közismert személyiséggé vált, végül a 20. század közepén Sierra Leone déli részének egyik legfontosabb főnökévé vált. Néha tévesen őt nevezik meg a kikakui feltalálójaként.
Az írás egy ideig széles körben használták, különösen pénzügyi és jogi feljegyzésekhez. Azzal, hogy a gyarmati hatóságok az 1930-as években Diedrich Hermann Westermann segítségével egy latin betűs írásrendszert fejlesztettek ki a helyi nyelvek írására (Afrika ábécé), a kikakui háttérbe szorult. Ma már "bukott írásként" tartják számon.
A kikakuit becslések szerint még ma is használják néhány százan.

## Használat
A Sierra Leone-i metodista hittérítők fontolóra vették a kikakui használatát a Biblia átírására, de végül az Afrika ábécé hatékonysága és egyszerűsége miatt az utóbbit választották. A tapasztalat azonban bebizonyította, hogy egy olyan szótagírás, mint a kikakui, alkalmasabb az olyan nyelvek tanítására és tanulására, mint a mende, amely "nyitott magánhangzó szerkezetű". 
Az írásmódot eredetileg olyan szakemberek használták, akik az igazságszolgáltatásban nyilvántartást végeztek, és akiknek előnyükre vált, hogy csak ők használják az írásrendszert. Ez ellenállást váltott ki a külföldi hittérítők azon kísérletével szemben, hogy az általános iskolai tanításban is használják, és túlságosan "titkosnak" tűnt a helyi keresztények azon törekvéseihez, hogy a Bibliát egy széles körben érthető írásmóddal hirdessék. Így a keresztény környezetben egyre csökkent a használata, azonban a Korán egyes szakaszainak átírására még néha alkalmazzák. 

## Karakterek
Az írásrendszer eredetileg 42 szótagjelből állt, amelyek hang és alak szerint voltak rendezve, később további 150 szótagjelet adtak hozzá a jelkészlethez, de nem ugyanilyen egységesen. A 42 eredeti írásjel némelyike hasonlít egy abugidára, mivel az olvasó képes megkülönböztetni a szótagjelet alkotó magánhangzókat és a mássalhangzókat pontok segítségével, de ez a rendszer már nem érvényes a később alkotott 150 szótagjel esetében. Bizonyos szótagjeleknek különböző változatai vannak.
A számjegyek helyértékét mindig feltüntetik, az önálló számjegyeknél nincs külön jelzés. A 10-es után a további számjegyeket az alap helyértékjelzésre írják, amely függőleges vonalakkal növekszik a 100-as helyen lévő 2-től (ami 2*10 + a fenti számjegyet jelzi) a milliós számokig (amely 6-os). Az összes lehetséges számjegy külön-külön kerül leírásra.

## Unicode
A mende kikakui írást 2014 júniusában a 7.0-s verzió kiadásával hozzáadták a Unicode-hoz.
A mende kikakui Unicode-blokkja U+1E800 – U+1E8DF.

## Fordítás
Ez a szócikk részben vagy egészben  a   Mende Kikakui script című angol Wikipédia-szócikk ezen változatának fordításán alapul.  Az eredeti cikk szerkesztőit annak laptörténete sorolja fel. Ez a jelzés csupán a megfogalmazás eredetét és a szerzői jogokat jelzi, nem szolgál a cikkben szereplő információk forrásmegjelöléseként.